# ایوان چوورویچ
ایوان چوورویچ (بلغاری: Иван Чворович؛ زادهٔ ۱۵ ژوئن ۱۹۸۵) بازیکن فوتبال اهل صربستان است.
از باشگاه‌هایی که در آن بازی کرده است می‌توان به باشگاه فوتبال لودوگورتس رازگراد و باشگاه فوتبال لفسکی صوفیه اشاره کرد.
وی همچنین در تیم ملی فوتبال بلغارستان بازی کرده است.